# Mokuk (Einheit)
Der Mokuk war ein syrisches Gewichts- und Volumenmaß. Er fand als Frucht- und Getreidemaß seine Anwendung.
Nach Gewicht war 1 Mokuk gleich 250 Rottoli oder 569,85 Kilogramm, nach dem Volumen rechnete man 42.200 Pariser Kubikzoll oder 836,25 Liter.